# 卡魯阿魯

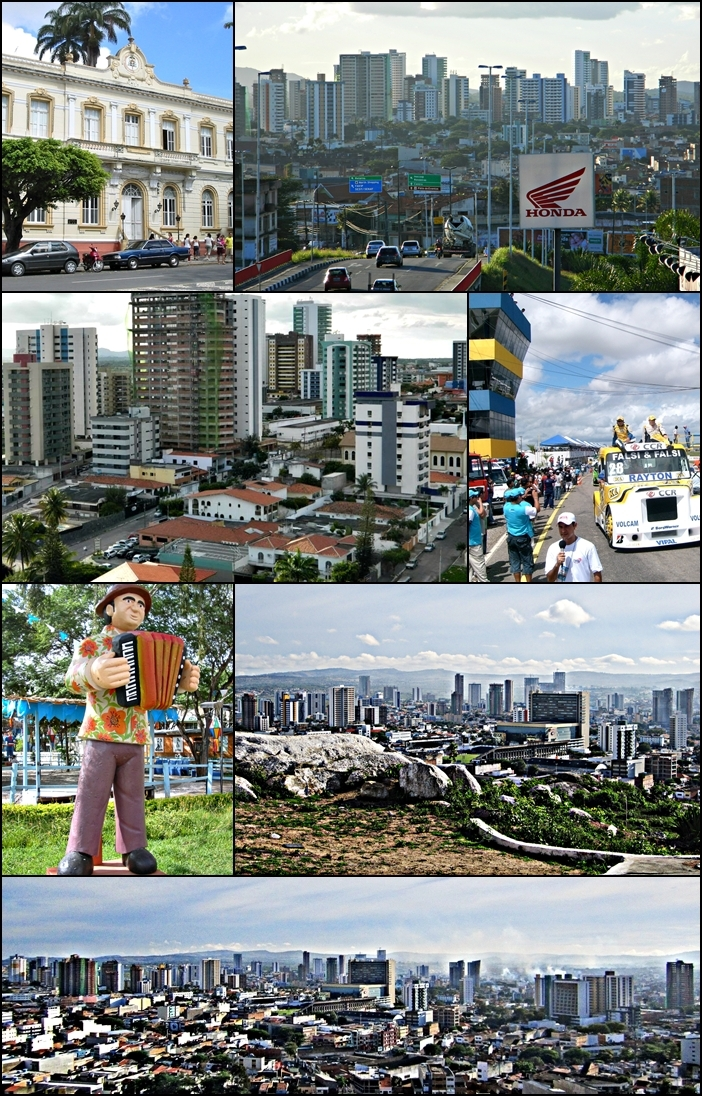
卡魯阿魯

卡魯阿魯（葡萄牙語：Caruaru）是巴西的城市，位於該國東部，由伯南布哥州負責管轄，距離累西腓130公里，面積920.61平方公里，海拔高度545米，受半乾旱氣候影響，2024年人口402.290。
卡魯阿魯是巴西伯南布哥州的首府